# پروتئین پروتئولیپید میلین
پروتئین پروتئولیپید میلین (انگلیسی: Myelin proteolipid protein) که با نام لیپوفیلین هم شناخته می‌شود، یکی از پروتئین‌های اصلی میلین در دستگاه عصبی مرکزی است و نقش اساسی در ساخت ساختار چندلایه‌ای غلاف میلین ایفا می‌کند. این غلاف میلینی به‌شدت سرعت هدایت عصبی را در طول آسه افزایش می‌دهد.
در انسان جهش چندنقطه‌ای در ژن سازندهٔ پروتئین منجر به بروز بیماری پیلیتسئوس-مرتسباخر می‌گردد که نوعی اختلال در متابولیسم میلین در دستگاه عصبی است.
پروتئین پروتئولیپید میلین یک مولکول آب‌گریز به‌شدت محافظت‌شدهاست که ۲۷۶ تا ۲۸۰ اسید آمینه، چهار بخش تراغشایی و دو پیوند دی‌سولفید دارد و توسط پیوند کووالانسی به لیپیدها (دست‌کم ۶ گروه پالمیتیک اسید در پستانداران) متصل می‌شود.